# Vera Orlova
Pour les articles homonymes, voir Orlova.
Vera Gueorguievna Orlova (en russe : Вера Георгиевна Орлова), née le 27 mai 1894 et morte le 28 septembre 1977, est une actrice russe et soviétique.
Après avoir pris des cours de théâtre privés, de 1913 à 1915 elle étudie à l'école du Théâtre d'art de Moscou. Elle y est actrice jusqu'en 1924, puis elle joue au Théâtre d'art-II jusqu'en 1936. De 1945 à 1951, elle est actrice au théâtre-studio de l'acteur de cinéma (Театра-студии киноактера).

## Filmographie
- 1911 : En place marchande (Na boykom meste / На бойком месте) de Piotr Tchardynine : Annouchka
- 1915 : Le matin s'est levé, une mouette survole le lac (Вот вспыхнуло утро, над озером чайка летит) de Yakov Protazanov
- 1916 : Le Bonheur conjugal (Семейное счастье) : Macha
- 1916 : Nikolaï Stavroguine (Николай Ставрогин) : Dacha
- 1916 : La Dame de pique (Пиковая дама) de Yakov Protazanov : Lise
- 1916 : Le Péché (grekh / Грех) de Iakov Protazanov et Gueorgui Azagarov
- 1917 : Satan triomphant (Сатана ликующий) de Yakov Protazanov : Inga
- 1917 : Le Père Serge (Отец Сергий) de Yakov Protazanov : la fille du marchand
- 1917 : Andrey Kojukhov (Андрей Кожухов) de Yakov Protazanov : Tania
- 1917 : Le Tsar Nicolas II de A. Ivonine et Boris Mikhine
- 1918 : Le Maître de poste (Stantsionny smotritel, Станционный смотритель) d'Aleksandre Ivanovski : Douniacha
- 1919 : Pounine et Babourine (Пунин и Бабурин) : la muse
- 1919 : L'Ouvrier Chevyrev (Рабочий Шевырев) : la couturière
- 1919 : Camarade Abram (Товарищ Абрам) :
- 1920 : L'Angoissante aventure de Yakov Protazanov
- 1921 : Justice d'abord de Yakov Protazanov
- 1924 : Aelita (Аэлита) de Yakov Protazanov : Macha
- 1926 : Проститутка (Убитая жизнью) - Nadejda
- 1941 : Deux amis (Два друга)
- 1944 : Champs natifs (Родные поля)
- 1961 : Quand les arbres étaient grands (Когда деревья были большими) de Lev Koulidjanov : gardien